# Notiophygus spurcus
Notiophygus spurcus is een keversoort uit de familie Discolomatidae. De wetenschappelijke naam van de soort is voor het eerst geldig gepubliceerd in 1955 door John.